# Gottfried Treviranus
Gottfried Reinhold Treviranus (ur. 20 marca 1891 w Schieder (obecnie dzielnica Schieder-Schwalenberg), zm. 7 czerwca 1971 pod Florencją) – niemiecki polityk, poseł do Reichstagu z ramienia Niemieckiej Narodowej Partii Ludowej (niem. Deutschnationale Volkspartei, DNVP) (1924–1929) a następnie z ramienia Konserwatywnej Partii Ludowej (niem. Konservative Volkspartei) (1930–1932), której był założycielem w 1930. Minister ds. terenów okupowanych w pierwszym rządzie Heinricha Brüninga (1930), minister transportu w drugim rządzie Heinricha Brüninga (1930–1931). Po wydarzeniach nocy długich noży uciekł za granicę do Wielkiej Brytanii, a następnie do Kanady i USA. W 1939 został pozbawiony obywatelstwa niemieckiego. Po II wojnie światowej był ekspertem ds. kredytowania niemieckiego importu. Do Niemiec powrócił w 1949.